# Comuna Homuteț, Brusîliv
Homuteț (în ucraineană Хомутецька сільська рада) este o comună în raionul Brusîliv, regiunea Jîtomîr, Ucraina, formată din satele Homuteț (reședința), Krakivșciîna și Vilșka.

## Demografie
Componența lingvistică a satului Homuteț
     Ucraineană (94,35%)
     Rusă (5,2%)
     Alte limbi (0,38%)
Conform recensământului din 2001, majoritatea populației satului Homuteț era vorbitoare de ucraineană (94,35%), existând în minoritate și vorbitori de rusă (5,2%).